# Bühler (Unternehmerfamilie)
Bühler ist der Name einer Unternehmer- und Politikerfamilie aus Hombrechtikon und Uzwil in der Schweiz. Sie ist Eigentümerin unter anderem des Unternehmens Bühler AG, welches 10'000 Mitarbeiter beschäftigt und einen Umsatz von gut 2 Milliarden Franken erwirtschaftet.

## Familie
Bühler war am Schirmensee in Feldbach bei Hombrechtikon ansässig. Ein Hans Bühler von dort ist 1418, ein Heini Bühler aus Feldbach 1512 erwähnt. Der Stammvater der Politiker- und Unternehmensdynastie ist Heinrich Bühler (1604–1661), welcher Landwirt, Müller und Landshauptmann war. Unter ihren vier Söhnen befanden sich Amtsleute, Richter und Offiziere in der Herrschaft Grüningen.

## Uzwiler Zweig

### Erste Generation: Adolf Bühler senior

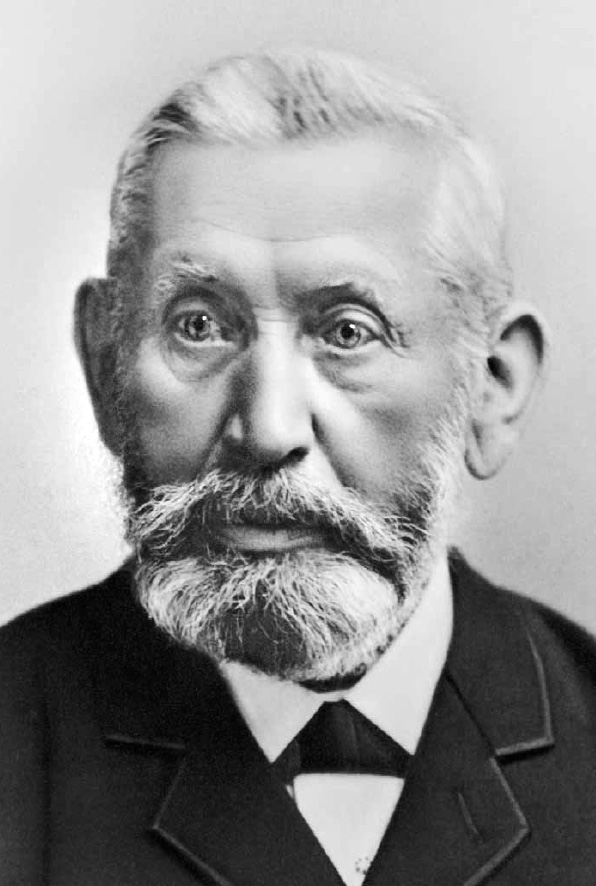
Adolf Bühler senior

Adolf Bühler wurde 1822 als fünftes von fünfzehn Kindern des Hans Kaspar in Feldbach geboren. Adolf startete 1842 eine Giessereilehre und ging auf die Walz ins Ausland. In Graz schaffte er den Aufstieg zum Meister.
Adolf Bühler eröffnete am 10. Februar 1860 im Weiler Gupfen, aus der später die Ortschaft Uzwil hervorging, mit zwei Angestellten eine Giesserei:8 Sein erster Kunde waren die Gebrüder Benninger.:8
1868 heiratete er die 22 Jahre jüngere Maria Seline Naef, die Enkelin des Mathias Naef, dem Gründer der Mathias Naef & Cie. Das erste Kind der evangelischen Familie war Gustav Adolf Bühler, das vierte von fünf Buben war Friedrich Theodor Bühler. Alle fünf Söhne arbeiteten in der Firma mit.:9
Das Interesse Adolfs am Maschinenbau führte dazu, dass Bühler nicht nur Walzen goss, sondern mit der Zeit selber Walzenstühle und ganze Mühlen baute. Für seine Mitarbeiter schuf er 1875 eine Krankenkasse, dazu kamen Fürsorgefonds und Wohnungsbauten und Schulen.
Zum Todeszeitpunkt von Adolf Bühler im Jahr 1896 zählte die Firma Adolf Bühler 600 Mitarbeiter und 40 Fabrikgebäude. Zudem wurden Niederlassungen in mehreren Ländern errichtet.

### Zweite Generation

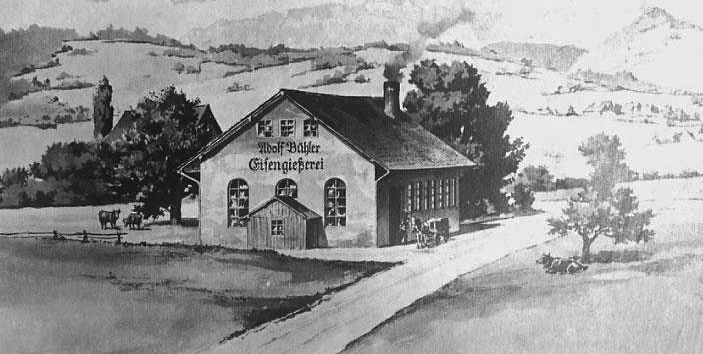
Eisengiesserei Adolf Bühler, ca. 1860

Die fünf Söhne Adolfs übernahmen die Giesserei Adolf Bühler. Das Unternehmen wurde seit 1901 in Form eines Kollektivgesellschaft geführt. Die Leitung der Gebrüder Bühler wurde dem ältesten Sohn, Gustav Adolf Bühler, Adolf Bühler jun. genannt, übergeben.

#### Adolf Bühler junior
1893 stieg Gustav Adolf Bühler in die Geschäftsleitung ein und übernahm nach dem Tod Adolf sen. die Konzernleitung.:9 Adolf Bühler jun. war 1898–1906 FDP-Kantonsrat, zudem war er im Gemeinderat und im evangelischen Kirchenvorstand von Henau, heute Uzwil, tätig.
Er heiratete Alice Forter, die Tochter des Bankiers Adolf Forter. Ihre Kinder waren Robert, René, Alice, Marcelle und Felix.
Die Philosophie Adolf Bühler sen. wurde fortgesetzt, so wurden ab 1915 Mitarbeiterwohnungen und 1918 unter der Führung des Schweizer Verband Soldatenwohl die erste Werkskantine der Schweiz eröffnet, es war der Grundstein des Business Catering der heutigen SV Group, zudem schuf Bühler eine der ersten Lehrlingswerkstätten. Doch architektonisch hob er sich vom Senior ab. Adolf sen. baute die Fabriken zweckmässig auf, Adolf jun. dagegen liess künftig die Firmengebäude und die Wohnhäuser durch das Büro Pfleghard und Haefeli errichten.:9 Die intensive Zusammenarbeit endete ungefähr 1911, die neueren Gebäude und Räumlichkeiten wurden durch Robert Maillart entworfen.:15:57
1912 kaufte Adolf jun. von der Firma Mathias Naef den Bettenauer Weiher, 1927 verkaufte er ihn an die Gebrüder Bühler. Bei seinem Ableben 1939 beschäftigen die Gebrüder Bühler rund 2800 Mitarbeiter.

#### Theodor Bühler
Sein jüngerer Brüder Friedrich Theodor galt als Lebemann. Er bezeichnete sich selbst als Kosmopolit. Während einer Weltreise mit seiner Frau kam sein erster Sohn Rolf Theodor Bühler in Bournemouth in England auf die Welt.:28
Bei seiner Rückkehr nach Uzwil bewohnte er das Haus «Schöntal». Er liess es leicht renovieren.:22 Er entschied sich dann, inspiriert von seinem England-Aufenthalt, durch Mackay Hugh Baillie Scott das aus der Arts and Crafts Bewegung entwickelte Landhaus Waldbühl in Uzwil bauen. Damals auf Grund des fremden und nicht in die Schweiz passenden Stils eher kritisiert,:28–29 ist es heute ein Kulturgut nationaler Bedeutung.

### Dritte Generation

#### René Bühler
1934 wurde Max René Bühler, der Sohn von Adolf Bühler jun., in die Kollektivgesellschaft aufgenommen. Mit dem Ableben Adolf Bühlers waren er, sein ältester Bruder Robert Adolf und sein Cousin Rolf Theodor für den Ausbau des Unternehmens zu einem Weltkonzern prägend.
René Bühler hatte mit seiner Frau Madeleine Robert-dit-Rose zwei Söhne, Max Heinrich und Urs Felix.
René Bühler war 1951–1959 Nationalrat (FDP). Er war Mäzen des Britisch-Schweizerischen Parlamentarier-Skirennen, war Initiant des Abendtechnikums St. Gallen und gründete die Schweizerische Müllereifachschule.
Im Verwaltungsrat sass er 1967 bis 1985, von 1977 bis 1985 war er Vorsitzender der Firma. René starb 1987, seine Frau 1996.

#### Rolf Bühler
Rolf Theodor Bühler, Sohn des Friedrich Theodor, ist 1903 in Bournemouth geboren. Er trat 1933 in das Unternehmen ein, war 1939–1942 FDP-Politiker im Grossen Rat von St. Gallen sowie 1941–1943 und 1944–1947 im Nationalrat.

### Vierte Generation: Urs Bühler
René Bühler hatte zwei Söhne. Der ältere Sohn war der Jurist Max Bühler, er leitete Bühler Japan. Er verstarb 1987.
Urs Felix Bühler, das zweite Kind, wurde Alleininhaber und Geschäftsführer (CEO) der Firma, nachdem Hanspeter Bühler, Sohn von Robert Adolf Bühler, 1990 wegen Differenzen aus der Firma ausschied. 1981 wurde Urs Bühler Verwaltungsrat der Firma. Er übernahm 1994 dessen Präsidium. Mit seiner ersten Frau, Eva Charles, hat er drei Töchter, Karin Andrea, Maya Bettina und Jeannine Martina, welche inzwischen Teilhaberinnen der Firma Bühler AG sind.
Die Führung des Geschäftes übergab er 2001, zum ersten Mal in der Unternehmensgeschichte, an eine Person ausserhalb der Familie, Calvin Grieder. Urs Bühler blieb Verwaltungsratspräsident.
In seiner Freizeit widmete er sich dem Pferdesport. Er liess sich auf seinen Ländereien eine eigens für ihn gebaute Military-Parcours bauen und qualifizierte sich 1992 für die Schweizer Military-Meisterschaft.:212 Er bildete sich zum Tierkinesiologen aus. Mit seiner künftigen zweiten Frau, Marisa Polanec, ebenfalls Tierkinesiologin, eröffnete er im Mai 2004 in Oberuzwil ein Pferdegesundheitszentrum, die HealthBalance.
Daneben gründete er die Global Scaling Technologies AG, mit Hartmut Müller, dem Begründer der sogenannten Global-Scaling-Theorie, im Verwaltungsrat. Die inzwischen als betrügerisch erkannte «Theorie» beschäftigte sich damit, «Dissonanzen und Asynchronisches auszugleichen», damit alles «im Wellenlot» ist. Die Global Scaling Technologies AG wollte diese Prozesse und Verfahren erweitern. Im Jahr 2006 beendete das Unternehmen das Engagement mit Hartmut Müller und Urs Bühler trat als Präsident zurück. Er wurde Präsident des Nachfolgeunternehmens am gleichen Sitz in Uzwil, der TecData AG, welches sich heute primär mit Data-Mining beschäftigt.

### Fünfte Generation
Urs Bühler übergab grosse Teile seines Aktienpakets an seine drei Töchter, womit sie neben Urs Bühler die neuen Teilhaberinnen des Unternehmens Bühler AG sind. Per 2018 sind Karin, Maya und Jeannine Bühler im Verwaltungsrat des Konzerns.

### Familienangehörige
Zur Familie zählen unter anderem:
1. Adolf Bühler (1822–1896), Gründer, verh. mit Marie Seline Naef (Enkelin von Mathias Naef)
  1. Gustav Adolf Bühler (1869–1939), Maschinenindustrieller, verh. mit Alice Forter (1879–1974)
    1. Robert Adolf Bühler (1904–1981), Teilhaber, verh. mit Salomea Margrith Gredig (1907–2000)
      1. Adolf Hanspeter Bühler (1940–2000), Teilhaber; verh. mit Angela Hidber (* 1940) und mit Ulrike Remus
      2. Annette Elisabeth Bühler (* 1941), Teilhaber
      3. Thomas Andreas Bühler (* 1943), Teilhaber

    2. Max René Bühler (1905–1987), Konzernchef, Teilhaber, FDP-Nationalrat, verh. mit Madeleine Robert-dit-Rose (1906–1996)
      1. Max Heinrich Bühler (1942–1987), Teilhaber
      2. Urs Felix Bühler (1943–2025), Teilhaber, Konzernchef, Verwaltungsratspräsident
        1. verh. mit Eva Charles (* 1954)
        2. Karin Andrea Bühler (* 1978), Teilhaberin, Verwaltungsrätin
        3. Maya Bettina Bühler (* 1981), Teilhaberin, Verwaltungsrätin
        4. Jeannine Martina Bühler (* 1986), Teilhaberin, Verwaltungsrätin
        5. verh. mit Marisa Polanec (* 1957)

    3. Alice Elisabeth Bühler (* 1911), verh. mit James Schwarzenbach
    4. Nelly Marcelle Bühler (1913–2002), verh. mit Peter Reinhard (Kinder: Charlotte, George und Andreas)
    5. Felix Max Bühler (1916–1920)

  2. Karl Robert Bühler (1872–1916), Teilhaber
  3. Heinrich Otto Bühler (1874–1946), Teilhaber, verh. mit Olga Marie Doss (1881–1960)
  4. Friedrich Theodor Bühler (1877–1915), Teilhaber, verh. mit Helene Mey (1878–1936)
    1. Rolf Theodor Bühler (1903–1992), Teilhaber, verh. mit Sina Margaretha Heinz (1919–2023)
    2. Lenox Theodor Bühler (1905–1986)
    3. Marion Lonia Bühler (1907–1985)
    4. Lonia Marna Bühler (1910–1971)
    5. Theodor Ingo Bühler (1912–1973)

  5. Emil Walter Bühler (1888–1969), Teilhaber, verh. mit Vally Scholz (1907–1982)

## Andere Mitglieder
- Johann Heinrich Bühler-Honegger (23. Mai 1833 in Hombrechtikon; 15. März 1929 in Rapperswil) war 1881–1893 Nationalrat und Mitbegründer der Südostbahn.[23]